# Bullertjärnen, Jämtland
Bullertjärnen är en sjö i Krokoms kommun i Jämtland och ingår i Indalsälvens huvudavrinningsområde.